# Cryptostylis hunteriana
Cryptostylis hunteriana är en orkidéart som beskrevs av William Henry Nicholls. Cryptostylis hunteriana ingår i släktet Cryptostylis, och familjen orkidéer. Inga underarter finns listade i Catalogue of Life.